# Engarenaibor
Engarenaibor (auch Engarenaboir) ist ein Verwaltungsbezirk (Ward) des Distrikts Longido in der tansanischen Region Arusha.

## Geografie
Engarenaibor liegt im Norden von Tansania an der Grenze zu Kenia. Im Osten grenzt der Bezirk an Kimokouwa, im Süden an Mundarara, im Westen an Matale und im Norden an Kenia.
Der Bezirk hat eine Fläche von 433 Quadratkilometern. Bei der Volkszählung 2022 lebten hier 15.227 Menschen in 3322 Haushalten.

## Gliederung
Der Bezirk besteht aus fünf Gemeinden (Mtaa) mit 15 Orten (Kitongoji):
| Ngoswak - Naripi - Ngoswak | Mairowa - Madukani - Losiaiti - Engutokorgos - Engongu - Nesongoyo | Karao - Ilchoroi - Oltepes - Ingoisuk | Sinonik - Empopongí - Ngerin | Kimwati - Loonjoito - Kimwati - Kwenia |

## Wirtschaft und Infrastruktur
- Gesundheit: Im Bezirk befindet sich ein staatliches Gesundheitszentrum.[8]
- Bildung: Die Engarenaibor Secondary School ist eine öffentliche weiterführende Tagesschule, die Jugendliche bis zur 4. Stufe ausbildet.[9]